# Alberto Coyote
Héctor Alberto Coyote Tapia (* 26. März 1967 in Celaya, Guanajuato) ist ein ehemaliger mexikanischer Fußballspieler, der meistens im defensiven Mittelfeld zum Einsatz kam und dabei häufig mit Bravour seiner „Lieblingsaufgabe“ nachkam, den gegnerischen Spielgestalter auszuschalten oder aber zumindest entscheidend zu stören.

## Karriere
Zunächst spielte Coyote für seinen Heimatverein Celaya in der vierten Liga und anschließend beim Drittligisten Salamanca. Sein Debüt in der Primera División gab er 1990/91 in Diensten des León AC ausgerechnet in einem jener heißen Derbys, die den Bundesstaat Guanajuato seit jeher stark elektrisieren: gegen Deportivo Irapuato.
Vor der Saison 1993/94 wechselte er zu Chivas Guadalajara, mit denen er im Sommer 1997 Meister wurde. 2001 wechselte er zu Atlante, wo er seine Spielerkarriere 2002 beendete.
Alberto Coyote gab sein Länderspieldebüt am 2. August 1992 in Los Angeles gegen Kolumbien (0:0). Er gehörte zum Kader der mexikanischen Nationalmannschaft, die beim CONCACAF Gold Cup 1993 sowie beim Konföderationen-Pokal in den Jahren 1995 und 2001 antrat.

## Erfolge
- Mexikanischer Meister: 1992 (mit León), Sommer 1997 (mit Guadalajara)